# 安德魯·澤爾贊

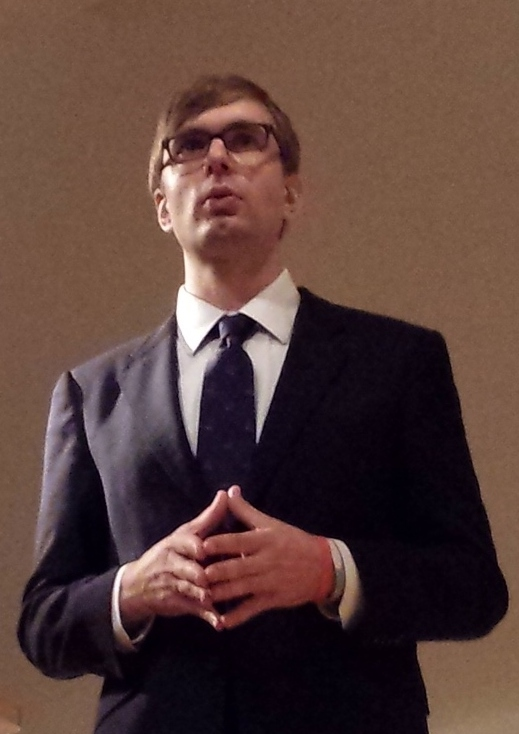
2014年a

安德鲁·泽尔赞 (Andrew Zerzan，1981年5月27日—），曾任前世界银行官员和前联合国反恐执行工作队工作组秘书。现任英国文化教育协会教育总监。安德鲁先生经常在各个世界论坛和活动中发表关于经济发展和金融犯罪问题的重要演讲，其演说和发表的文章是反洗钱领域的重要参考文献。2014年，英国政府就其在全球风险管理方案中的工作在伦敦市风险管理奖表彰会上进行了表彰。

## 生平
泽尔赞出生在美国。他毕业于多伦多大学，政治和经济双专业，后在伦敦经济学院学习金融与商业管理。
泽尔赞曾参与联合国、世界银行和比尔及梅林达-盖茨基金会改变穷人转移金融资产方式的倡议研究。他和他的同事们开发了第一个风险评估工具，用以帮助公司和监管机构根据面临实际的风险调整应对措施。由于这项工作，他被世界银行授予“年度最佳初级专业人员”。
在英国文化协会，泽尔赞帮助中英两国建立了合作关系。这合作关系的目的是将医疗保健、食品安全、可再生能源和制造业等行业的学生联系起来。为此，英国文化协会和教育部向包括北京大学、大连理工大学、利兹大学和伦敦国王学院在内的近30所大学发放了资金。英国正在成为中国学生首选的留学目的地，据美国高等院校招生服务中心的统计数据显示，“今年，来自中国的大学申请者数量增加了30%”。
此后，泽尔赞广泛参与了关于技术对全球发展，特别是对第三世界的影响的公开讨论。他曾就发展中国家的移动银行和金融犯罪发表演讲。自2012年以来，他一直是伦敦经济学院的客座讲师。2006年，泽尔赞因为非盈利智库RiOS研究所的一份信息技术报告做出贡献而闻名。
泽尔赞对手机金融服务的洗钱风险、支付新技术的风险以及反恐等方面进行了研究。
泽尔赞曾在伦敦和海外的慈善机构国际辩论教育协会(IDEA)董事会任职，他还为非营利组织“西伦敦区”做志愿者工作。他曾担任“无银行账户者的移动货币”（Mobile Money for the Unbanked）的监管项目总监，这是比尔和梅林达-盖茨基金会赞助的一项计划，主旨在将金融服务扩展到那些日生活费不足2美元的人。

## 著作
- 《科学家为什么要与公众清晰地沟通？》，2019[16]
- 《如何让与中国大学的合作成功》，2019年[17]
- 《金融服务警务。调查反洗钱监管制度》，2011年[18]
- 《新技术，新风险？创新与打击资助恐怖主义行为》，2010年[19]
- 《行业指南。行业指南：洗钱和资助恐怖主义风险评估方法》，2010年[2]